# Tetrametilarsonio
El tetrametilarsenio es un catión orgánico y un compuesto de organoarsénico. Es estructuralmente similar al tetrametilamonio y se encuentra en la vida marina. Dado que puede combinarse con cualquier contraión, se suele hablar solamente del catión en la literatura científica. Se encuentra disponible comercialmente el yoduro de tetrametilarsonio.

## Presencias en la naturaleza

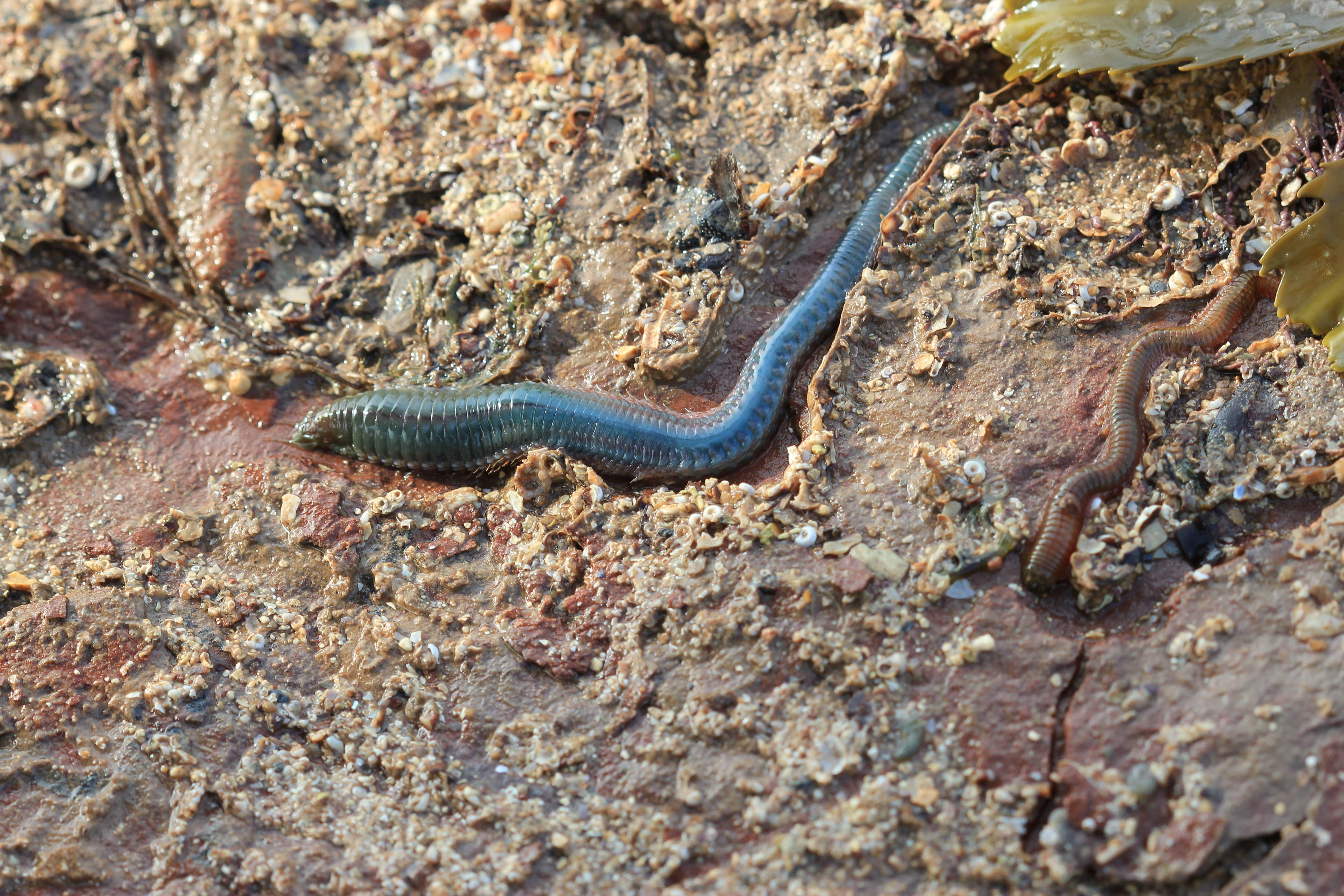
Nereis diversicolor (izquierda) y Nereis virens (derecha) en Heligoland.

El tetrametilarsonio, junto con la arsenobetaína, la arsenocolina y el óxido de trimetilarsina, es una forma de arsénico orgánico que se encuentra en los organismos marinos. No se sabe exactamente qué contraiones lo acompañan normalmente. El catión se detectó, por ejemplo, en Meretrix lusoria (familia de las almejas). Los poliquetos del género Nereis (N. diversicolor y N. virens) pueden metabolizar el arseniato mediante metilación, formando tetrametilarsonio. Los granos de arroz con mayor contenido de arsénico también contienen algo de este en forma de tetrametilarsonio.